# Бельский, Анатолий Павлович
Анато́лий Па́влович Бе́льский  (1896—1971) — советский график и художник театра, мастер киноплаката. Член Союза художников СССР.

## Биография
Родился в Москве 20 февраля (3 марта) 1896 года.
С 1908 года учился в Строгановском центральном художественно-промышленном училище у В. Е. Егорова, Д. А. Щербиновского, с 1917 по 1921 годы — во ВХУТЕМАСе у П. П. Кончаловского и Ф. Ф. Федоровского; дипломной работой были эскизы декораций к спектаклю А. В. Луначарского «Королевский брадобрей».
Жил и работал в Москве. Выполнял эскизы костюмов и декораций для эстрадных выступлений (1920—1921), «Московского цирка» («Мистерия-буфф» В. В. Маяковского, 1921), Замоскворецкого театра («Собака на сене» Лопе де Вега, 1923). Иллюстрировал книги. Был одним из крупнейших мастеров советского киноплаката: выполнил плакаты к фильмам «Трубка коммунара» (1928), «Гонщик против воли» (1930), «Дела и люди» (1930), «На встречу жизни» (1930), «Гроза», «Анненковщина» (оба — 1933), «Яков Свердлов» (1940), «Глинка» (1946; награждён почётным дипломом на выставке киноплакатов в Вене в 1948), «Мы из Кронштадта», «Большая жизнь» (оба — 1949), «Глазами кино» (1957), «Колыбель поэта» (1958) и другим. Достоинство плакатов Бельского состоит в том, что в них ясно и глубоко раскрывается главная идея, смысл заложенный в фильмы их авторами («Чапаев» (1934), «Александр Невский» (1938), «Девушка с характером» (1939), «Георгий Саакадзе» (1943), «Два бойца» (1943), «Человек № 217» (1944).
Принимал участие в оформлении советского павильона на выставке в Филадельфии (1928), павильонов Всесоюзной сельскохозяйственной выставки «Виноделие», «Виноградарство» (оба — 1939), «Главхолод» (1954). Экспонировался на выставке советского киноплаката (1956), выставке «Плакат и сатира за 40 лет в произведениях московских художников» (1958) в Москве и других.
В 1960-х годах создал цикл пейзажей Подмосковья. 
Умер в Москве в 1971 году. Похоронен на Введенском кладбище (уч.19).